# Zespół Nothnagela
Zespół Nothnagela (ang. Nothnagel syndrome) – zespół neurologiczny spowodowany uszkodzeniem (przez guz albo udar) wzgórków górnych lub dolnych blaszki pokrywy śródmózgowia. Na obraz zespołu składają się porażenie nerwu III po stronie uszkodzenia oraz ataksja kończyn po stronie przeciwnej.
Zespół opisał niemiecki lekarz Hermann Nothnagel w 1879 roku.